# Amt Marnitz

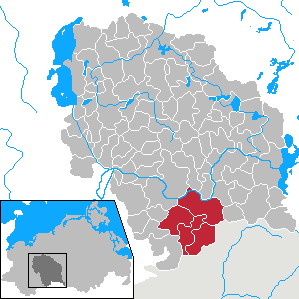
Amt Marnitz im Landkreis Parchim

Im Amt Marnitz (Landkreis Parchim in Mecklenburg-Vorpommern) waren von 1991 bis 2004 die vier Gemeinden Marnitz, Siggelkow, Suckow und Tessenow zur Erledigung ihrer Verwaltungsgeschäfte zusammengeschlossen. Der Sitz der Amtsverwaltung befand sich in Marnitz.
Am 1. Juli 2004 wurde das Amt Marnitz aufgelöst. Die Gemeinden fusionierten zusammen mit den Gemeinden des ebenfalls aufgelösten Amtes Ture sowie der vormals amtsfreien Stadt Lübz zum neuen Amt Eldenburg Lübz.